# Pont-canal et épanchoir de l'Argent-Double
Le pont-canal de l'Argent-Double est un des nombreux ponts de ce type du canal du Midi. Il enjambe la rivière Argent-Double à La Redorte.
À proximité est situé l'épanchoir de l'Argent-Double (43° 15′ 00″ N, 2° 40′ 05″ E) qui permet d'évacuer le trop plein des eaux du canal. L'épanchoir est inscrit au titre des monuments historiques depuis 1996.

## Galerie

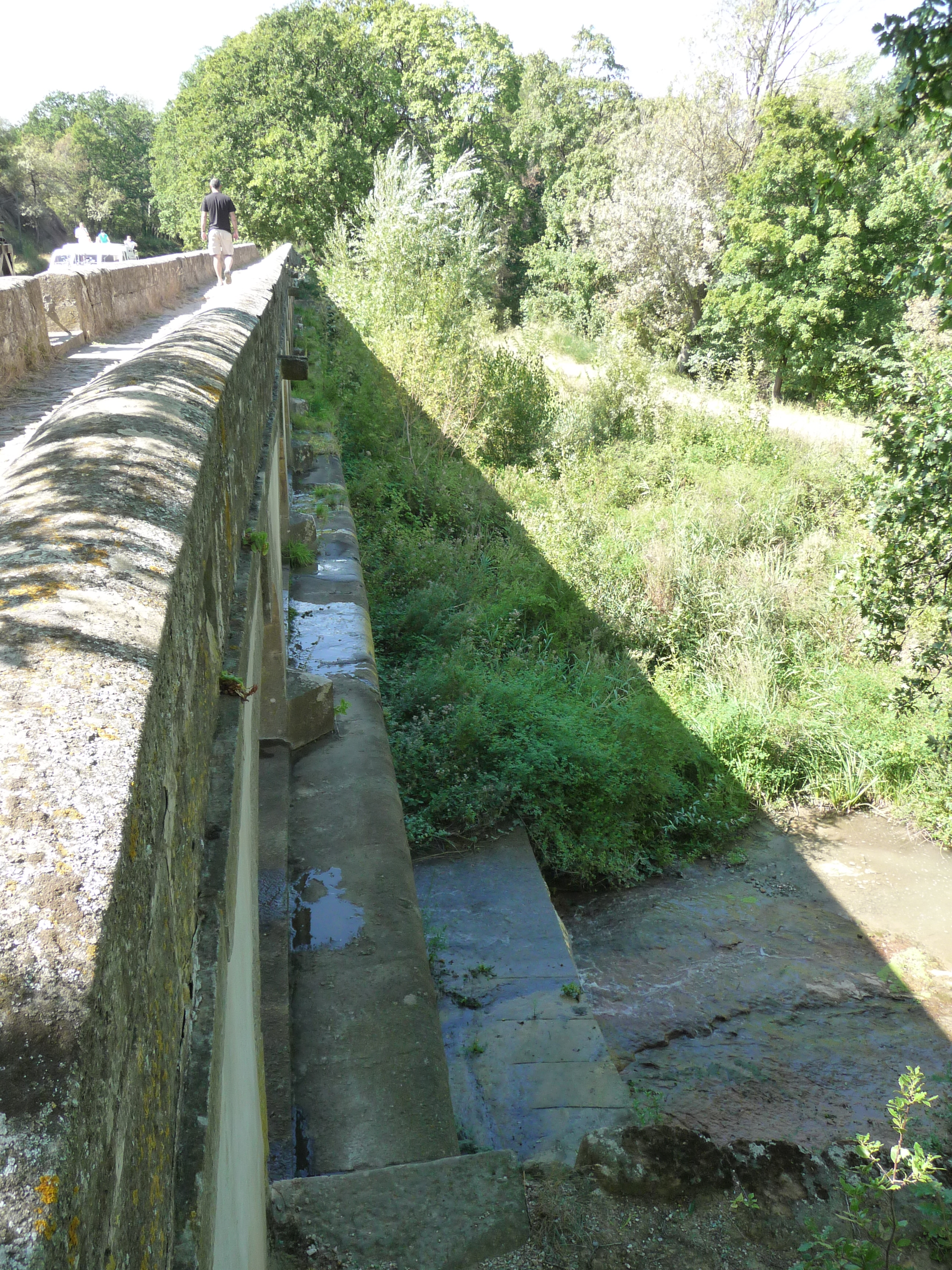
Le ruisseau Argent-Double vu de l'épanchoir.
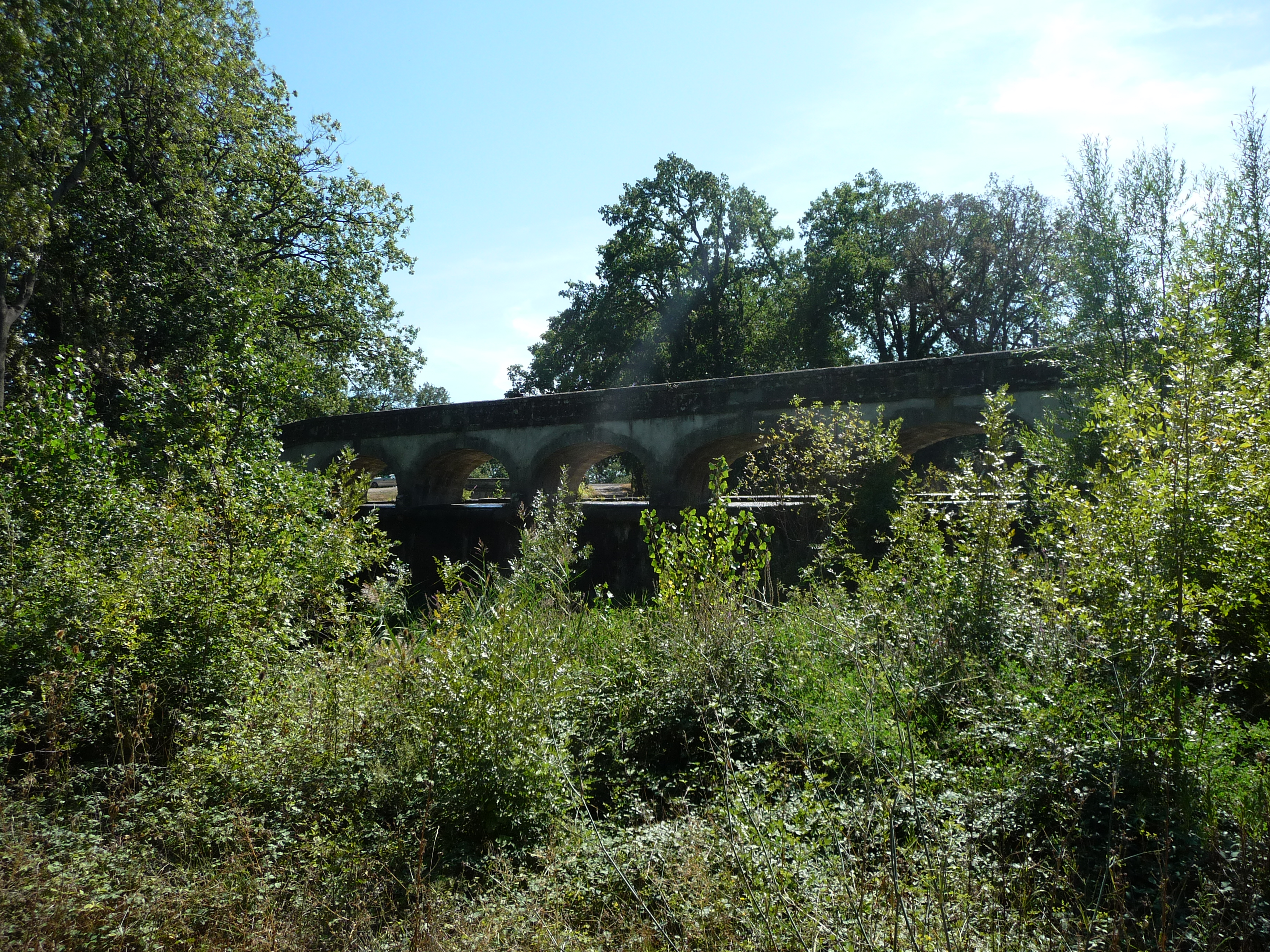
L'épanchoir vu du ruisseau Argent-Double.